# Sow How Tarn
Der Sow How Tarn ist ein See im Lake District, Cumbria, England.
Der See liegt westlich des Cartmell Fell und des Middle Tarn und östlich von Windermere. Der Spannel Beck ist ein Zufluss an der südwestlichen Seite des Sow How Tarn und sein Abfluss an der südöstlichen Seite. Der See hat darüber hinaus noch einen unbenannten Zufluss an seiner Nordseite. Ein Bootshaus steht an seiner nordöstlichen Seite.